# Brandon Woodruff
Brandon Kyle Woodruff (Tupelo, Misisipi, 10 de febrero de 1993), más conocido como Brandon Woodruff, es un jugador profesional estadounidense de béisbol que se desempeña en la posición de lanzador en Milwaukee Brewers, equipo de las Grandes Ligas de Béisbol (MLB).

## Carrera
En 2017, Woodruff hizo su debut en la MLB con el equipo Milwaukee Brewers, donde lleva jugando siete temporadas.